# Andreas Bengtsson
Andreas Bengtsson (sinh ngày 22 tháng 2 năm 1996) là một cầu thủ bóng đá người Thụy Điển thi đấu cho Halmstads BK.